# Alessandro Safina
Alessandro Safina, nacido el 14 de octubre de 1963 en Siena, es un tenor italiano. Publicó su primer álbum homónimo, Alessandro Safina en 2001, que contenía el sencillo titulado Luna, publicado en 1999, el cual alcanzó el segundo lugar de las clasificaciones neerlandesas. El mismo año, contribuyó a la banda sonora de la película Moulin Rouge! de Baz Luhrmann, interpretando Your Song de Elton John como Ewan McGregor.

## Biografía
Nacido en Siena, Italia, sintió pasión por la ópera durante su juventud, y su madre le animó a tomar este camino. Su padre también fue cantante. El comienzo del siglo XXI marcó el inicio de su carrera en la ópera mezclada con la música pop. Al final de su adolescencia comenzó a apreciar la mezcla de pop y rock, inspirado por bandas como Genesis, The Clash, Simple Minds, y U2. 
Al finalizar los años 1990, fue descubierto por el pianista y compositor italiano Romano Musumarra, y ambos colaboraron rápidamente. Safina publicó su primer álbum en 2001. Contiene el sencillo titulado Luna, publicado en 1999, que alcanzaría el segundo lugar de las clasificaciones neerlandesas. La canción es sobre el reencuentro de un amor perdido.
En 2001, contribuyó a la banda sonora de la película Moulin Rouge! de Baz Luhrmann, en la que canta Your Song de Elton John.Ese mismo año, su canción Luna fue parte de la banda sonora de la telenovela El Clon de la Red Globo, Safina, también hizo una aparición especial en la telenovela. En septiembre de 2001 su concierto, Only You fue grabado en el anfiteatro del Greco en Taormina, Sicilia.  El concierto fue difundido en el show -Great Performances  por el canal americano PBS y se estrenó en 2003 en DVD. En 2003, cantó en inglés y coreano una canción llamada Hamangyeon (하망연(何茫然)), de la serie surcoreana Dae Jang Geum,. Safina también se involucró en la película Tosca e Altre Due, inspirada por la Tosca de Puccini.
En 2007, grabó un dueto junto a la cantante soprano Sarah Brightman para su álbum Symphony. A continuación fue invitado a unirse a su gira Symphony World en la ciudad de México en noviembre de 2008, y en Asia entre marzo y abril de 2009. Cantó con Sarah Canto della Terra y Sarai Que.
En 2012, el grupo Luca Turilli's Rhapsody publicó el álbum Ascending to Infinity, que contiene una versión de su canción, Luna.
En junio de 2017, Safina presentó "O Sole Mio" junto al tenor italiano Andrea Bocelli

## Discografía
- - Insieme A Te (1999)[9]
  - Alessandro Safina (2001)
  - Insieme A Te [con pista extra] (2001)
  - Musica Di Te (2003)
  - Sognami (2007)
  - Dedicated (2014)
  - "La Siete Di Vivere" sencillo (1999)
  - "Luna" sencillo (2000)
  - "Life Goes On" sencillo; dueto con Petra Berger (2007)[10]